# إيرل مور
إيرل مور (بالإنجليزية: Earl Moore)‏ هو لاعب كرة قاعدة أمريكي، ولد في 29 يوليو 1879 في بيكيرينغتون في الولايات المتحدة، وتوفي في 28 نوفمبر 1961 في كولومبوس في الولايات المتحدة.

## وصلات خارجية
- إيرل مور على موقعبيزبول رفرنس.كوم (الدوري الرئيسي) (الإنجليزية)
- إيرل مور على موقعبيزبول رفرنس.كوم (الدوري الثانوي) (الإنجليزية)
- إيرل مور على موقع مشجعي الرسوم البيانية (الإنجليزية)